# إدوارد ليفينغستون
إدوارد ليفينغستون (بالإنجليزية: Edward Livingston)‏ (28 /5/ 1764 – 23/ 5/ 1836)سياسي قانوني ورجل دولة أمريكي .كان له دور كبيراً في صياغة (قانون لويزيانا) عام 1825 وهو مبنى إلى حد كبير على قانون نابليون . مثل كل من نيويورك ولويزيانا في الكونغرس الأمريكي كما شغل منصب وزير الخارجية الأمريكي من عام 1831 إلى 1833.

## روابط خارجية
- إدوارد ليفينغستون على موقع الموسوعة البريطانية (الإنجليزية)
- إدوارد ليفينغستون على موقع إن إن دي بي (الإنجليزية)